# ضرب‌الاجل‌ها (فیلم)
ضرب‌الاجل‌ها (انگلیسی: Deadlines) فیلمی فرانسوی/ انگلیسی/ تونسی محصول سال ۲۰۰۴ و به کارگردانی لودی بوئکن و مایکل آلن لرنر است.

## بازیگران
- استیون مویر (آلکس راندال)
- آن پاریو (جولیا مولر)
- امید جلیلی (عبدول سیاف)
- ژرژ سیاتیدیس (یان مسچن)
- ابراهیم زاروک (علی)
- لری لمب (پل بیکر)
- لطفی دزیری (رحمان)